# Krmné zvíře

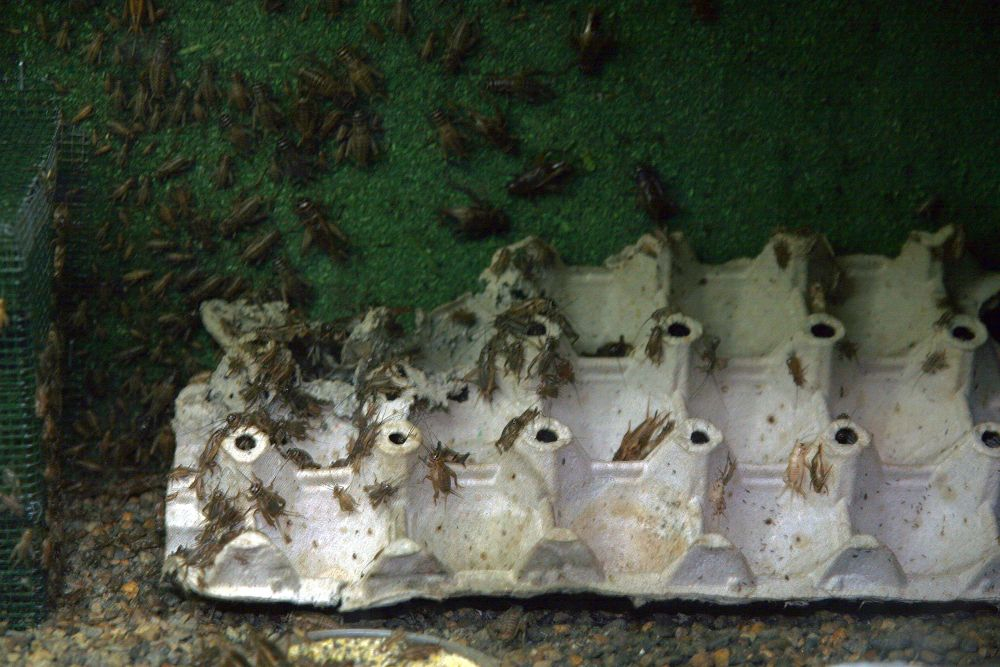
chovaní cvrčci domácí

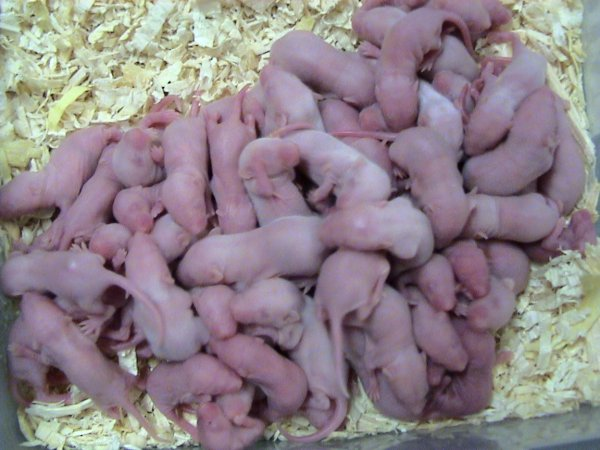
Nahá mláďata myši domácí

Krmná zvířata jsou zvířata, která jsou potravou pro jiné masožravé druhy zvířat. Mezi krmná zvířata se řadí hmyz a savci. Krmný hmyz jako jsou cvrčci, mouční červi a švábi slouží jako základní potrava pro plazy, obojživelníky a hmyzožravé savce, jako jsou ježci. Další skupinou krmných zvířat jsou hlodavci a králík domácí.

## Krmný hmyz
Cvrčci
- Cvrček domácí (Acheta domesticus)
- Cvrček banánový (stepní) (Gryllus assimillus)
- Cvrček dvouskvrnný (Gryllus bicamulatus)
- Cvrček krátkokřídlý (Grylloides supplicans)

Švábi
- Šváb argentinský (Blaptica dubia)
- Šváb turkistánský (Shelfordella tartara)
- Šváb smrtihlav (Blaberus cranifer)

Potemníci
- Potemník moučný (Tenebrio molitor)
- Potemník brazilský (Zoophobas morio)
- Potemník stájový (buffalo) (Alphitobius laevigatus)

Sarančata
- Saranče všežravá (Schistocerca gregaria)
- Saranče stěhovavá (Locusta migratoria)

Octomilky
- Drosophila hydei
- Drosophila melanogaster

## Krmní savci
Hlodavci
- Myš domácí (Mus domesticus)
- Potkan obecný (Rattus norvegicus)
- Krysa malá (Mastomys coucha)
- Morče domácí (Cavia aperea f. porcellus)

Zajícovci
- Králík domácí (Oryctolagus c.f. domesticus)

## Chov krmného hmyzu
Cvrčci jsou chovaní v plastových boxech. Jako úkryty jim slouží staré kartóny z vajec, které jsou poskládány do tvarů komína. Vodu jim podáváme tak, že si najdeme Petriho misky, vezmeme toaletní papír nebo papírový ubrousky, dáme ho na misku a postříkáme ho vodou. Jako krmivo jim slouží ovesné vločky, pečivo, pampeliškové listy, ovoce a zelenina a také granule. Do boxu přibude i kladiště se substrátem. Jako substrát dáme mírně vlhkou rašelinu nebo lignocel a v průběhu inkubace vajíček udržujeme teplotu ve výšce 28–30 °C. Čerstvě vylíhnutá mláďata po 10–14 dnech nejprve dostávají vodu a pak teprve krmivo. Podle velikostí a stádií rozdělujeme cvrčky na malé, střední a velké.
Švábi chováme také v plastových boxech a společensky. Úkryty mají stejné jako cvrčci. U švábů ovšem na rozdíl od cvrčků panuje přísná dávka živočišné potravy. Jestli jim nebudeme dávat živočišnou potravu, což je nadrcené rybí krmivo a granule pro psy a kočky, začnou se pak požírat navzájem. Také jim podáváme ovoce, zeleninu, staré pečivo a trávu. Vodu jim podáváme stejným přístupem jako u cvrčků.
Potemníci se chovají v boxech, substrát musí být výživný, tedy strouhanka, ovesné vločky, kukuřičný šrot a obilné šroty. Slouží i jako rozmnožovací místo samiček, kde kladou vajíčka. Mouční červi, což jsou larvy potemníků se podávají jako krmivo pro ježky, drobné hlodavce a plazy. Při zakuklení je pak dáme po jednom do kelímku a pak se z nich vylíhnou brouci.
Octomilky jako nejmenší z krmného hmyzu chováme v PET lahvích uzavřené papírovými ubrousky s gumičkou. Potrava pro octomilky musí být sladká, jako krmivo podáváme sladkou ovesnou kaši s droždím. Do lahve pak umístíme ruličku od toaletního papírů nebo ohnutý kartón do stříšky. Uzavřeme dvěma papírovými ubrousky, protože přes jeden ubrousek by se spářily s divokými létavými octomilkami. Když vám octomilky utečou, připravíme na ně ovoce, jako je jablko nebo banán, jenž na něj usednou.
Sarančata chováme v plastových boxech a jako úkryty jim poslouží kartóny od vajec.

## Chov krmných savců
Myši domácí, potkani a mastomyši se chovají v plastových boxech. Jako podestýlka slouží hobliny a skartovaní papír. Jsou všežraví. Těhotné samice při čištění boxů dáme do dlaně, abychom je fyzicky nestresovaly a to pomocí tak, že je nejdřív chytíme za ocas a pak dáme na ruku. Popřípadě že už se chystá rodit ji necháme raději být. Novorozená mláďata zatím necháváme stranou být, dokud se neosrstí a do té doby na ně nesaháme ani je nebereme do ruky, jinak by je samice ve stresu sežrala. Jako úkryty jim slouží třeba krabice nebo ruličky i boudičky. Při čištění boxů myš nebo potkana chytíme za špičků ocasů a přesuneme ho do prázdného čistého boxů.    